# 天下の若者
『天下の若者』（てんかのわかもの）は、1964年3月13日から1965年3月26日までフジテレビ系列の金曜20時00分 - 20時56分（JST）に放送された、バラエティ仕立てのテレビドラマである。

## 概要
銀座のしゃれたビルに事務所を構える芸能プロ「希望プロ」を舞台に、そのプロで働く社員とタレント、更に同じビルの住人たちとの交流を描く。
アイデアの連発とハッスルし過ぎで5回も会社を首になり、「希望プロ」に入った谷田啓太郎と、ある会社の令嬢で、社内でも評判の原みよこの2人を中心に、若い社長の山内、男性社員には厳しく女には優しい花木興行部長、タレントとしては見込みない木下専務を中心に、様々な人たちが登場する。
NHK総合で放送中の『若い季節』に対抗して開始した、オールスター物のテレビドラマで、渡辺プロダクション所属の芸能人が総出演している。

## 出演者
- 谷田啓太郎：谷啓（ハナ肇とクレージーキャッツ）
- 原みよこ：梓みちよ
- 山内社長：三橋達也
- 花木興行部長：ハナ肇（ハナ肇とクレージーキャッツ）
- 木下専務：藤田まこと
- 植木等（ハナ肇とクレージーキャッツ）
- 犬塚弘（〃）
- 桜井センリ（〃）
- 安田伸（〃）
- 石橋エータロー（〃）
- 人見きよし
- 左とん平
- 南利明
- 谷幹一
- 小野栄一
- 木の実ナナ
- 田辺靖雄
- 中尾ミエ
- 園まり
- 伊東ゆかり
- ザ・ピーナッツ
- ミッキー・カーチス
- 南都雄二

ほか多数

## スタッフ
- 脚本：池田一朗、竹内伸夫ほか
- 演出：丹羽茂久、戸崎春雄ほか

## 主題歌
「天下の若者」
- 歌：谷啓

## ネット局
- フジテレビ
- 関西テレビ
- 東海テレビ
- 広島テレビ
- 九州朝日放送→テレビ西日本
- 北海道放送
- 仙台放送（土曜20:00～20:56）

## 提供
- 日清紡（現：日清紡ホールディングス）
- ピアス化粧品

## 参考資料
- 産経新聞
- テレビドラマデータベース